# Zygmunt Kukla
Zygmunt Kukla (Nysa, 21 gennaio 1948 – Mielec, 18 maggio 2016) è stato un calciatore polacco, di ruolo portiere.

## Carriera
Nativo di Nysa in Slesia, frequenta la scuola professionale della WKS a Mielec dove inizia a lavorare come stagnaio e a giocare tra i pali delle giovanili dello Stal Mielec. Debutta in prima squadra nel 1966, vincerà due titoli nazionali nel 1972-73 e nel 1975-76.
Nel 1970 è convocato dalla nazionale under 21 del suo paese: con la selezione maggiore ha debuttato nel 1976 e preso parte ai Mondiali 1978 in Argentina.